# 농본주의
농본주의(農本主義, Agrarianism)는 농업을 중시하는 이념이다.

## 농본주의를 표방하는 정당들
- 핀란드 중앙당
- 스웨덴 중앙당
- 노르웨이 중앙당
- 덴마크 좌파당
- 아이슬란드 진보당
- 대만 농민당

## 같이 보기
- 북유럽 농본주의